# Коста Странджев
Коста Странджев е български писател, журналист и драматург.

## Биография и творчество
Коста Странджев е роден на 12 януари 1929 г. в гр.Пловдив. Завършва през 1947 г. Търговската гимназия в Пловдив. През 1951 г. се дипломира във Висшия икономически институт „Карл Маркс“ в София.
Работи като журналист във вестник „Отечествен глас“ – Пловдив, главен редактор на в. „Водносиловец“ по време на строителството на Баташки водносилов път, главен редактор е на в. „Комсомолска искра“, завеждащ отдел и член на редколегията на в. „Отечествен глас“. После е главен редактор на алманах „Тракия“, член е на писателската група към ЦС на БПС, и директор на издателство „Христо Г. Данов“ – Пловдив.
Коста Странджев започва литературната си дейност с очерци и репортажи от Баташкия водносилов път, печатани в „Литературен фронт“, „Работническо дело“, „Български воин“ и „Народна армия“. Автор е на много очерци, разкази, повести, пиеси, и детска литература. Творчеството му е белязано от социалистическия реализъм свързан със строителството на големите национални инфраструктурни обекти на страната, и морално-етичните проблеми, бита и съвремието на строителите им. За произведенията си получава много литературни награди.
Коста Странджев умира на 11 ноември 1991 г. в Пловдив.

## Отличия
- 1977 г. – удостоен е със званието „Заслужил деятел на културата“[1]

## Произведения

### Самостоятелни произведения
- „В Баташките планини“ (1956) – очерк, с Христо Чавдаров
- „По съобщение на печата“ (1965) – повест
- „Черният сватбар“ (1971) – повест-хроника
- „Ранена земя“ (1988) – юношески роман

### Пиеси
- „Боровете не превиват клони“ (1971) – драма в 4 действия, поставена в Драматичен театър - Пловдив, Димитровград, Перник
- „Мостът“ – в Народен театър „Иван Вазов“
- „Дом без биография“ – в Драматичен театър – Пловдив, Театър „Сълза и смях“
- „Старецът и капката“ – в Драматичен театър – Пловдив

### Сборници
- „Ние от водната кула“ (1962) – разкази
- „Третият по пътя“ (1964) – разкази
- „Колко струва човекът“ (1967) – очерци
- „Таран“ (Пловдив, 1968) – новели
- „Белязани мъже“ (1971) – разкази
- „Малък Сечко“ (1972) – разкази
- „Стръмен свят“ (1975) – очерци
- „Внезапна жена“ (1976; 1979) – новели
- „Мъжка молитва“ (1976) – разкази
- „Искам да ви видя“ (1978) – 3 повести
- „Пътуващи хора“ (1980) – новели
- „Топъл сняг“ (1980) – разкази и новели
- „Човешко пространство“ (1983) – публицистика
- „Нека да те има“ (1987) – повести и новели
- „Обречени на истината“ (1989) – повести и новели
- „На улица „Работа““ (1990) – очерци

### Детска литература

#### Сборници с детска литература
- „Най-храбрата звезда“ (1975) – разкази
- „Объркан ден“ (1981) – разкази
- „Чист като гълъб“ (1983) – разкази

#### Разкази
- „Храброто момче“ (1989) – разказ

### Документалистика
- „Водовъртежи“ (1972) – повест и очерци
- „Жарки българи“ (1981) – новели
- „Минута мълчание“ (1984) – документални разкази
- „Храбростта да живееш“ (1974) – повест
- „Извисяване“ (1980) – повест за Петър Ченгелов
- „Паметта на бащите“ (1986) – разкази за загинали комунисти в борбата против капитализма и фашизма

### Сценарии
- „Стръмната пътека“ (1961) – с Емил Манов